# Leinwandhaus (Frankfurt am Main)

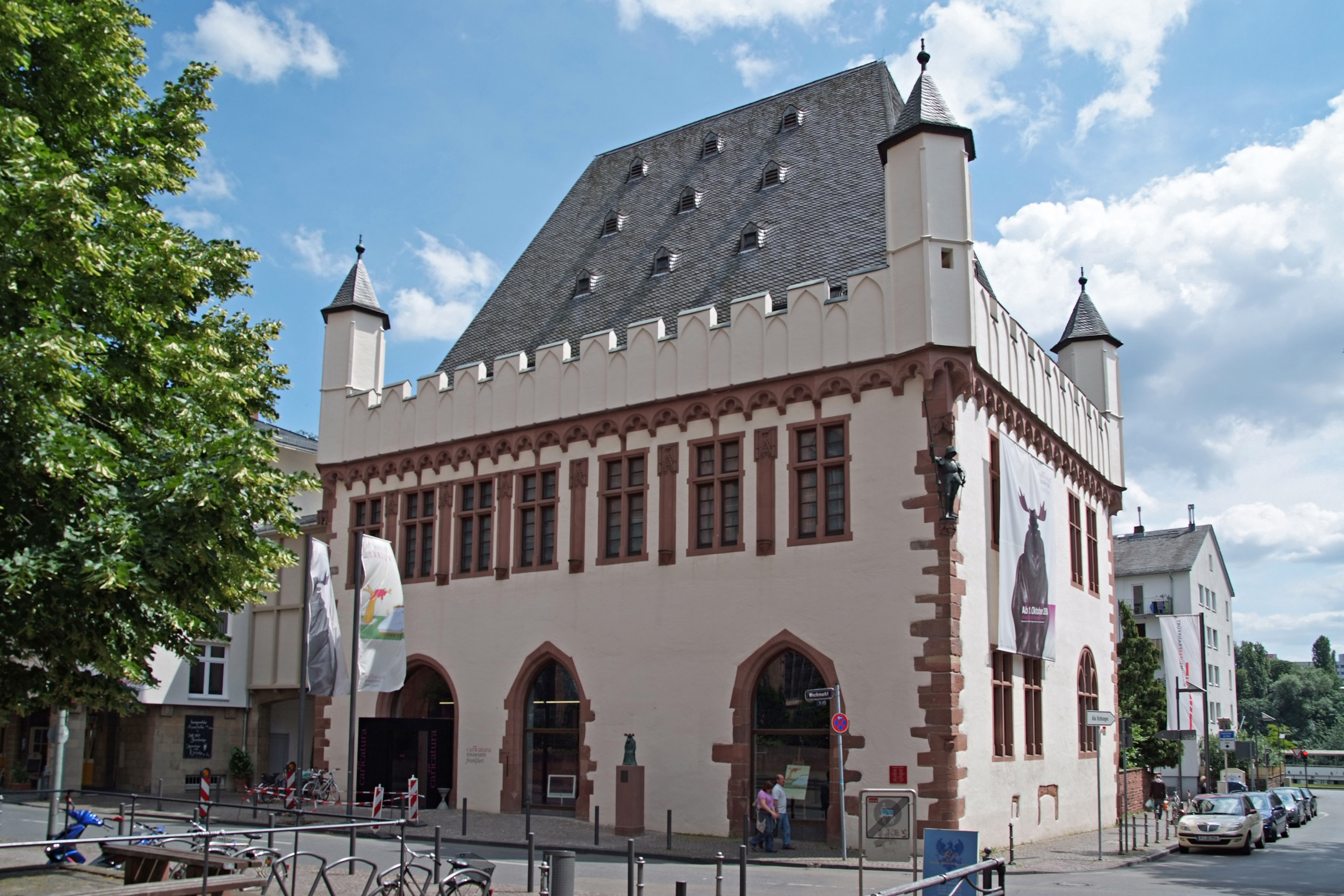
Das Leinwandhaus mit dem Museum für Komische Kunst (2009)

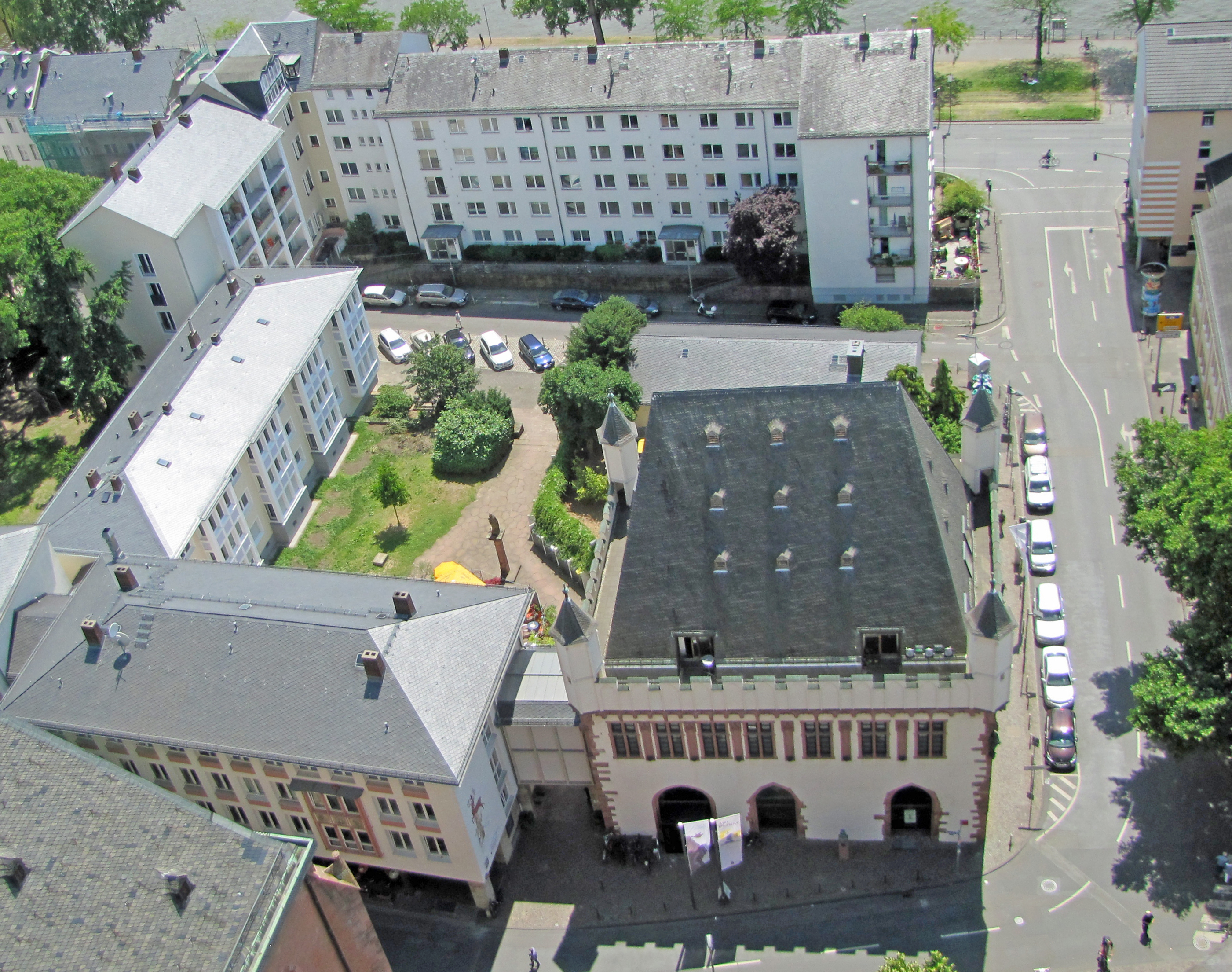
2017 vom Domturm aus

Das Leinwandhaus ist ein südlich des Frankfurter Doms am Weckmarkt gelegenes historisches Gebäude der Frankfurter Altstadt. Zusammen mit dem Steinernen Haus und dem Haus Fürsteneck war und ist es eines der wenigen profanen gotischen Gebäude in Frankfurt.

## Baugeschichte

### Das mittelalterliche Leinwandhaus

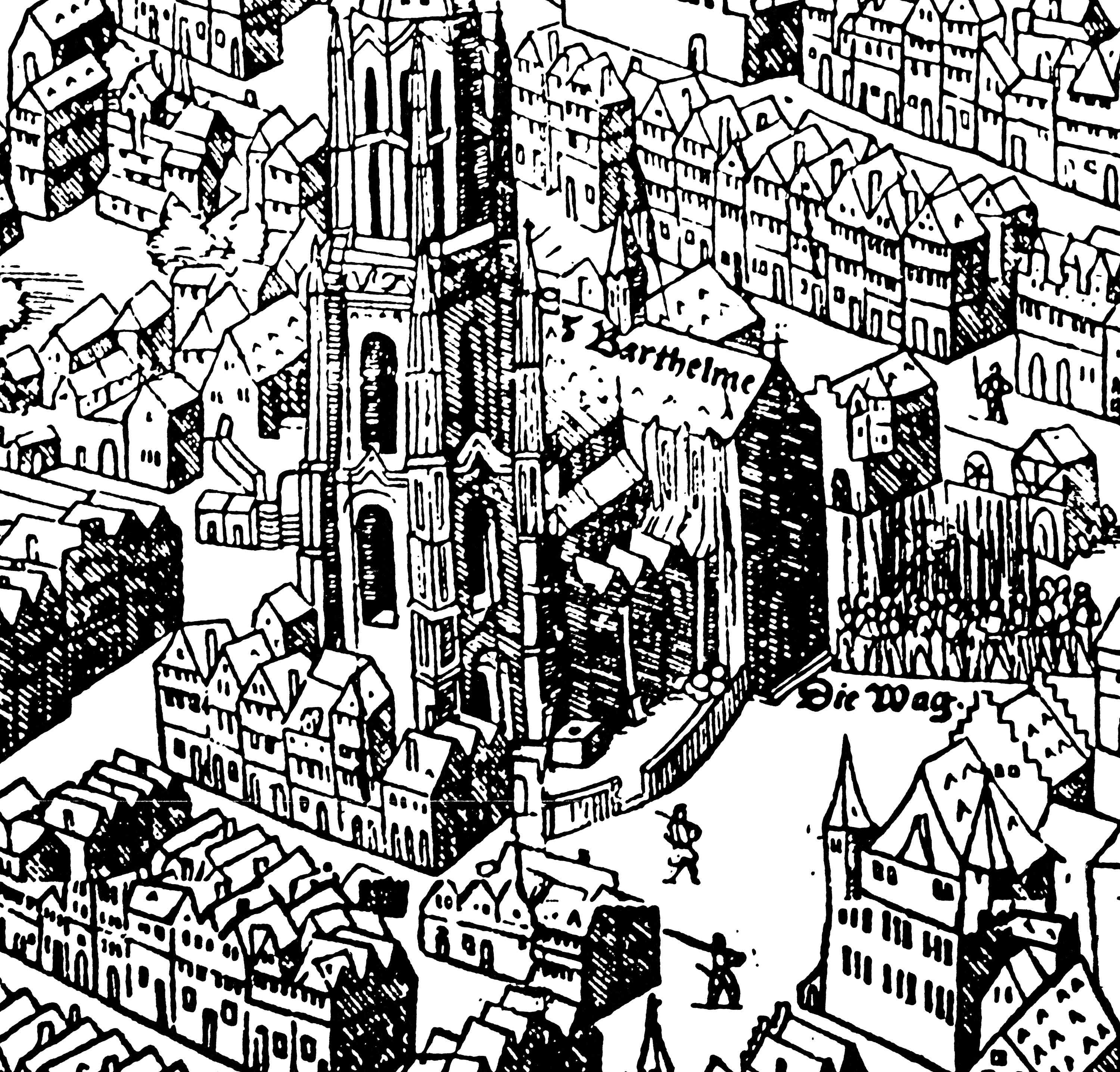
Leinwandhaus auf einem Holzschnitt von 1552

Das Leinwandhaus wurde südlich des Domes in dem Bereich der Altstadt errichtet, in dem sich das alte jüdische Viertel erstreckte. Im Zuge des Pestpogroms 1349 brachte die Stadt die Grundstücke dieses jüdischen Viertels an sich. 1396–1399 wurde dort auf drei benachbarten Grundstücken das Leinwandhaus errichtet. Die archäologischen Reste der drei jüdischen Vorgängerbauten wurden bei dem Wiederaufbau des nicht unterkellerten, kriegszerstörten Leinwandhauses in den 1980er Jahren freigelegt, wissenschaftlich aber nicht dokumentiert und beseitigt.
In dem später als „Leinwandhaus“ bezeichneten Gebäude waren zunächst verschiedene öffentliche Funktionen untergebracht. Die Halle im Erdgeschoss diente der Messe und dem Markt, das Obergeschoss wurde als Versammlungsraum für verschiedene städtische Gremien genutzt. Mit einer Ratsverordnung vom 21. August 1399 wurde die zukünftige Rolle des Baus gesetzlich festlegt. Demnach war außerhalb der Messen alle Leinwand, Garn, Flachs und Hanf in der stede hus zu bringen und Mess- und Hausgeld dafür zu zahlen. Während der Messen war die Leinwand ebendort zu messen, Garn, Flachs und Hanf aber in der städtischen Waage zu wiegen und dort Gebühren darauf zu zahlen. Des Weiteren waren Leinwandballen von über 100 Ellen Länge nur vom vereidigten Leinwandmesser abzunehmen. Der Leinwandmesser war in späteren Zeiten zugleich auch Gefängniswärter. Der Name „Leinwandhaus“ wurde spätestens ab dem zweiten Drittel des 15. Jahrhunderts allgemein verwendet. Er blieb dem Gebäude bis in die Gegenwart erhalten.
Der Leinwandhandel war vom Mittelalter bis ins 18. Jahrhundert eine wesentliche Quelle für den Wohlstand der Stadt. Solange er existierte, gaben deshalb die Zollbestimmungen der Stadt immer wieder Anlass zu Protesten und Übertretungen. Auch verschiedenste Ratsbeschlüsse und Verordnungen, wie sie aus dem 15. bis 17. Jahrhundert überliefert sind, änderten daran nichts. Entsprechend sind immer wieder Fälle dokumentiert, wo Händler hohe Geldbußen zahlen mussten, weil sie ihre Ware anboten, ohne sie vorher im Leinwandhaus zu verzollen.

### Baubeschreibung

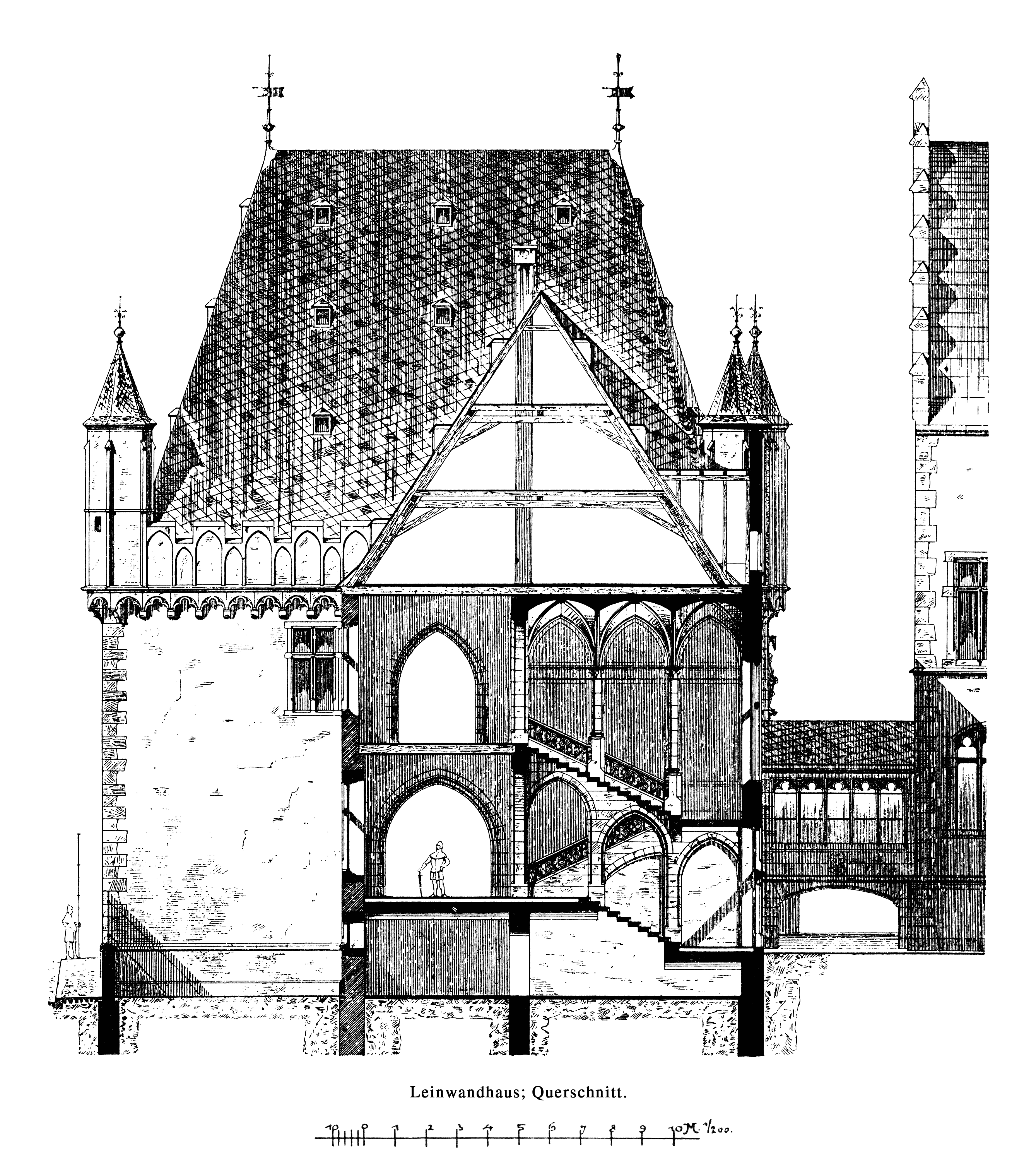
Schnitt durch den südlichen Anbau, 1898

Architektonisch tritt dieser ursprüngliche Bau trotz schwerer Schäden im Zweiten Weltkrieg bis heute unverändert auf. Das als Bruchsteinbau konstruierte, zweigeschossige Leinwandhaus zeigt alle Merkmale profaner hochgotischer Architektur – um das steil aufragende Walmdach, das drei Dachgeschosse beherbergt, verläuft ein funktionaler, von Zinnen umschlossener Wehrgang mit vier polygonalen, zweigeschossigen Ecktürmchen, unterhalb des Wehrgangs ein das gesamte Gebäude umlaufender Dreipass-Fries.

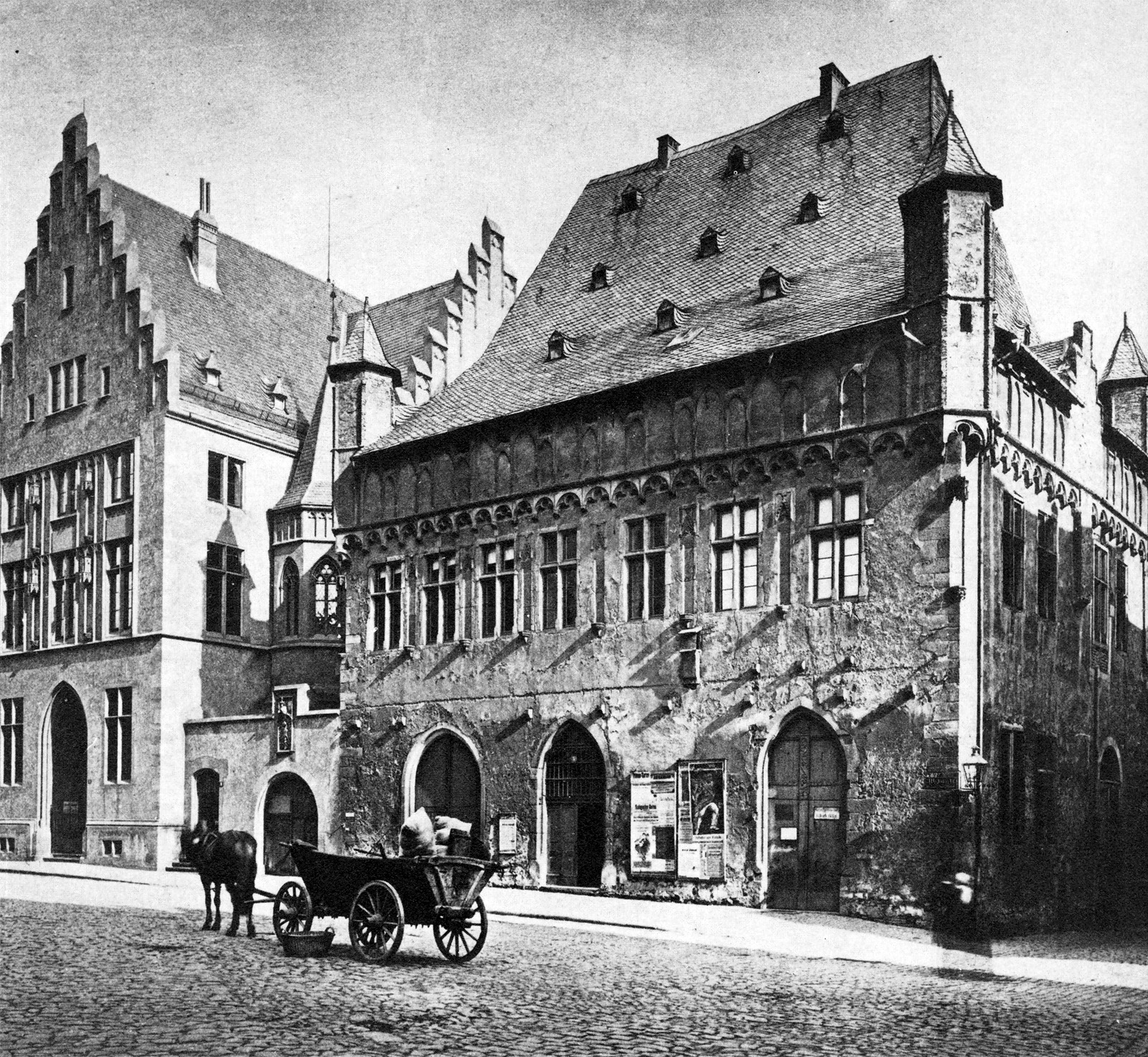
Leinwandhaus & Stadtarchiv, 1880

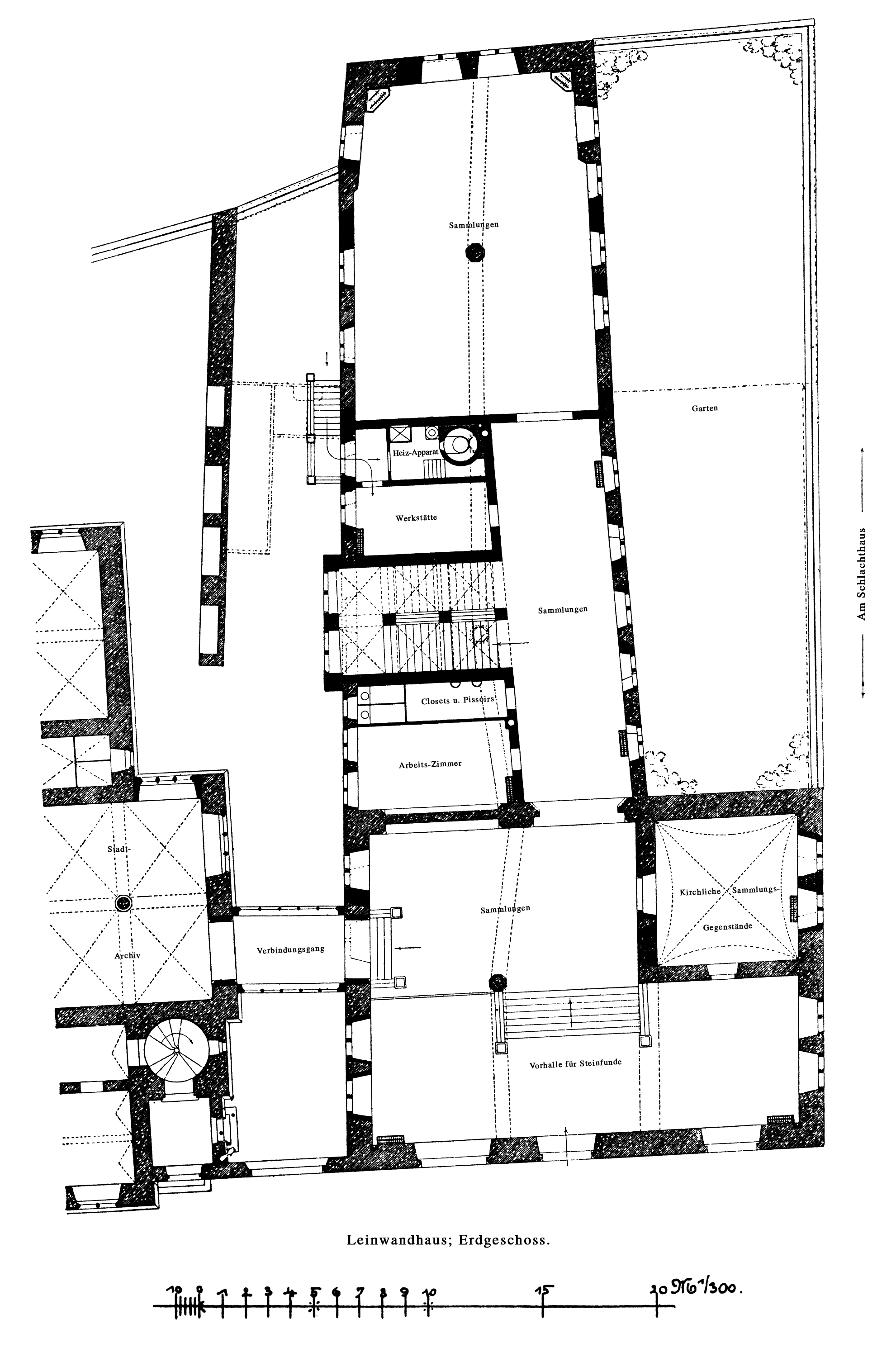
Grundriss des EG, 1898

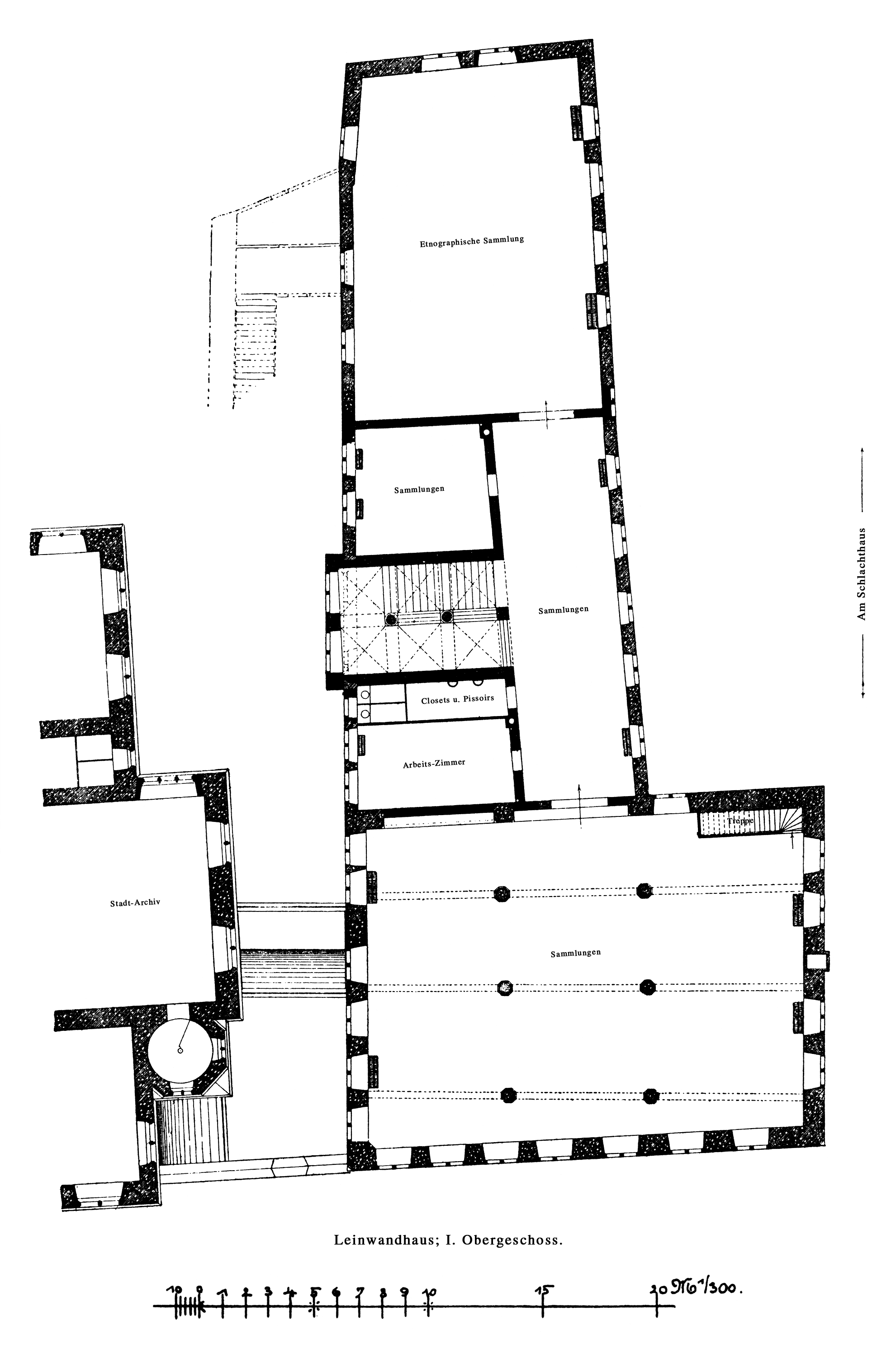
Grundriss des 1. OG, 1898

Auf der dem Dom zugewandten nördlichen Frontseite befinden sich im Erdgeschoss drei mit Spitzbögen ausgeführte Portale ins Innere. Der erste Stock weist sieben relativ großformatige Kreuzstockfenster an der Nord- und Südseite auf und vier an der Westseite. Das Erdgeschoss hatte zwei Fenster, dazu ein eher untypisches, mit Maßwerk verziertes Bogenfenster. Es war seit Umbauten 1890 bis 1892 bis zur Rekonstruktion in den 1980er Jahren Teil einer als Raum eigenständigen Kapelle im Erdgeschoss.
Beachtenswert sind im ersten Stock auf der Nordseite befindliche Nischen, die als Platz für Figuren dienen sollten. Es gibt keinerlei Hinweise, dass diese jemals mit solchen besetzt waren. Ausgenommen ist einzig eine in einem Baldachin an der Nord-/Ost-Ecke befindliche Bronzefigur, welche dort allerdings auch erst bei der Neugestaltung Ende des 19. Jahrhunderts ihren Platz fand.

### Nutzung vom 15. bis zum 19. Jahrhundert
In den nachfolgenden Jahrhunderten wurde das Leinwandhaus immer wieder in den verschiedensten Zusammenhängen erwähnt, so dass es neben seiner primären Funktion als Zentrum des Leinwandhandels der Stadt wohl auch als ältestes öffentliches, oft ungewollt als solches benutztes Mehrzweckgebäude der Stadt zu sehen ist:
Die mittelalterlichen Stadtbücher überliefern, dass das Gebäude das ganze 15. Jahrhundert hindurch zunächst vor allem als Lagerstätte für verschiedenste städtische Vorräte wie Getreide, Kohlen, Mehl, Salz, Kriegsmaterial oder Fässer diente. Daneben war es auch seit 1419 mehrere Jahrhunderte lang Gefängnis für Schuldner, Untersuchungs- und Strafgefangene, später auch Geisteskranke. Wie in mittelalterlichen Strafanstalten üblich wurde hier auch gefoltert, 1449 ist gar dokumentiert, dass einem Verbrecher im Leinwandhaus die Augen ausgestochen wurden. Bis 1499 wurde das Haus auch gelegentlich Bürgern und Patriziern der Stadt für private Festlichkeiten verliehen, wobei Beleuchtung und Kochen verboten waren, um die leicht entzündlichen Leinwandvorräte nicht zu gefährden. Letztendlich war diese Gefahr dann Ende des 15. Jahrhunderts auch Argument, die Verleihung einzustellen.
Am 26. Oktober 1542 beschloss der Rat der Stadt „das alt Hauss hinden dran“ zu kaufen, um das Leinwandhaus nach Süden zu erweitern. Es ist nicht völlig geklärt, wann dieses hinter dem Leinwandhaus gelegene Haus dann tatsächlich integraler Bestandteil desselben wurde. Der die Bebauung der Altstadt von Frankfurt sehr genau zeigende Holzschnitt von Konrad Faber aus dem Jahr 1552 (s. Bild) zeigt zumindest einen kleinen südlichen Anbau am Leinwandhaus. Daher kann davon ausgegangen werden, dass die Erweiterung bis etwa 1550 erfolgte.
1688 bis 1690 diente das Gebäude kurzfristig gar als Kirche: die zu dieser Zeit noch nicht mit einem eigenen Gotteshaus bedachte deutsch-reformierte Gemeinde Frankfurts durfte im Leinwandhaus an den Gottesdiensten der dort anwesenden hessischen Truppen teilnehmen.
Von Juli bis August 1752 wurde das Haus „völlig repariret und ausgebessert, getünchet, geweisset, mit Fenstern gezieret, auch Keller und Gewölb mit eyssernen Thüren und Läden versehen, auch sonsten alles, was schadhafft ware, aufs Beste renoviret“, was durch ein bei den Baumaßnahmen des Jahres 1891 aufgefundenes Schriftstück belegt ist.
Während der Koalitionskriege spielte das Leinwandhaus im frühen 19. Jahrhundert eine nicht unerhebliche Rolle:
Nachdem die französische Armee unter General Augereau im Januar 1806 mit mehr als 9.000 Mann die Stadt besetzt hatte, wurde das Leinwandhaus kurzerhand zur Kaserne umfunktioniert. Alleine 600 Soldaten wurden hier untergebracht, nicht weniger auf die städtischen Kirchen, Ämter oder Gasthöfe verteilt.
1813 diente das Leinwandhaus nach der Völkerschlacht in Leipzig als Lazarett, das wegen der vielen Verletzten hoffnungslos überfüllt war. Es kam in der Folge zu einer Typhusepidemie, der man nur Herr werden konnte, indem man die Verstorbenen möglichst rasch auf die Bornheimer Heide fortschaffte und dort in Massengräbern beisetzte.
Bereits mit dem Verlust der Messefunktion an Leipzig war der Leinwandhandel in Frankfurt seit Mitte des 18. Jahrhunderts stark rückläufig. Die einsetzende Industrialisierung und der Eisenbahntransport beendeten schließlich im 19. Jahrhundert den klassischen Leinwandhandel und die damit verbundenen Funktionen des Leinwandhauses endgültig. Die freigewordenen Kapazitäten ermöglichten es dem Schwurgericht vom 29. Juni 1857 bis 4. März 1889 im extra zu diesem Zwecke umgebauten Obergeschoss zu tagen. Die auf 22.500 Gulden bezifferten Umbauten beinhalteten den Einbau einer hölzernen Stockwerkstreppe und die Aufhängung der neu eingezogenen Decke des Saals an der Dachkonstruktion. Des Weiteren bezog die Zollverwaltung ihren Sitz im Erdgeschoss.
Noch 1880 bis 1881 erfolgten abermals größere Umbaumaßnahmen im Erdgeschoss, für die 11.000 Mark bewilligt wurden. Die Herrichtung des Erdgeschosses zu provisorischen Schlachträumen für Hammel und Kälber verlangte u. a. eine Trennung des Gebäudes vom südlichen Anbau. Entsprechend wurden, wie Carl Theodor Reiffenstein am 2. März 1881 bemerkte, die „schönen Spitzbogen, welche denselben von dem nördlichen Theil trennen, […] vermauert […] und damit der hallenartige Eindruck vollkommen ausgetilgt.“

### Das Leinwandhaus als Historisches Museum

Leinwandhaus nach der Renovierung, um 1910

In Vorbereitung auf eine zukünftige Nutzung als Museum wurde das Leinwandhaus 1890 bis 1892 stark historistisch geprägt umgebaut. Schon zuvor hatte sich ein Teil des Museums im benachbarten Archivgebäude (s. Bild) niedergelassen. Der neugotische Großbau hatte die vor ihrem Abriss 1874 dort befindliche alte Stadtwaage 1877 ersetzt.

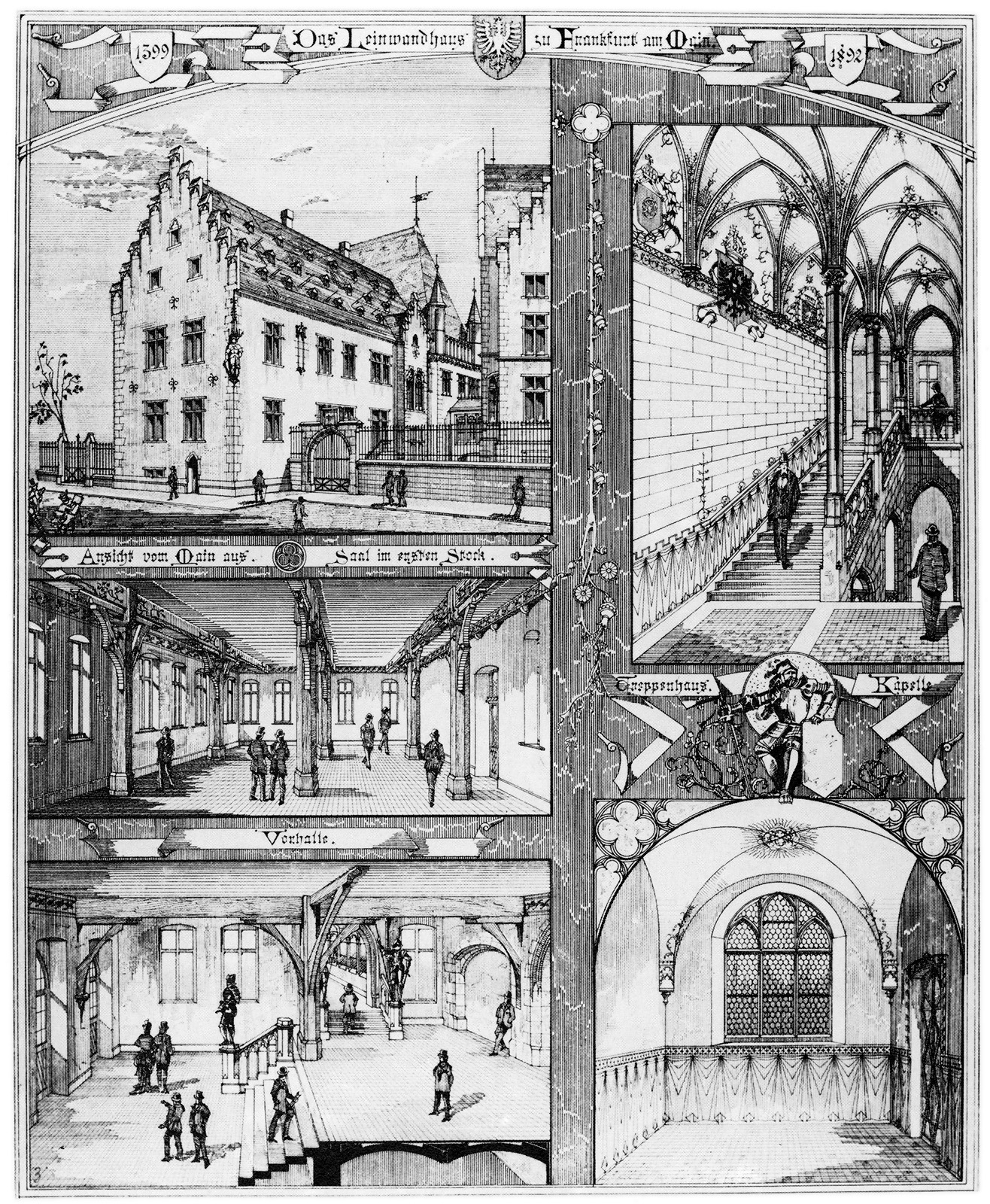
Innenansichten, 1893

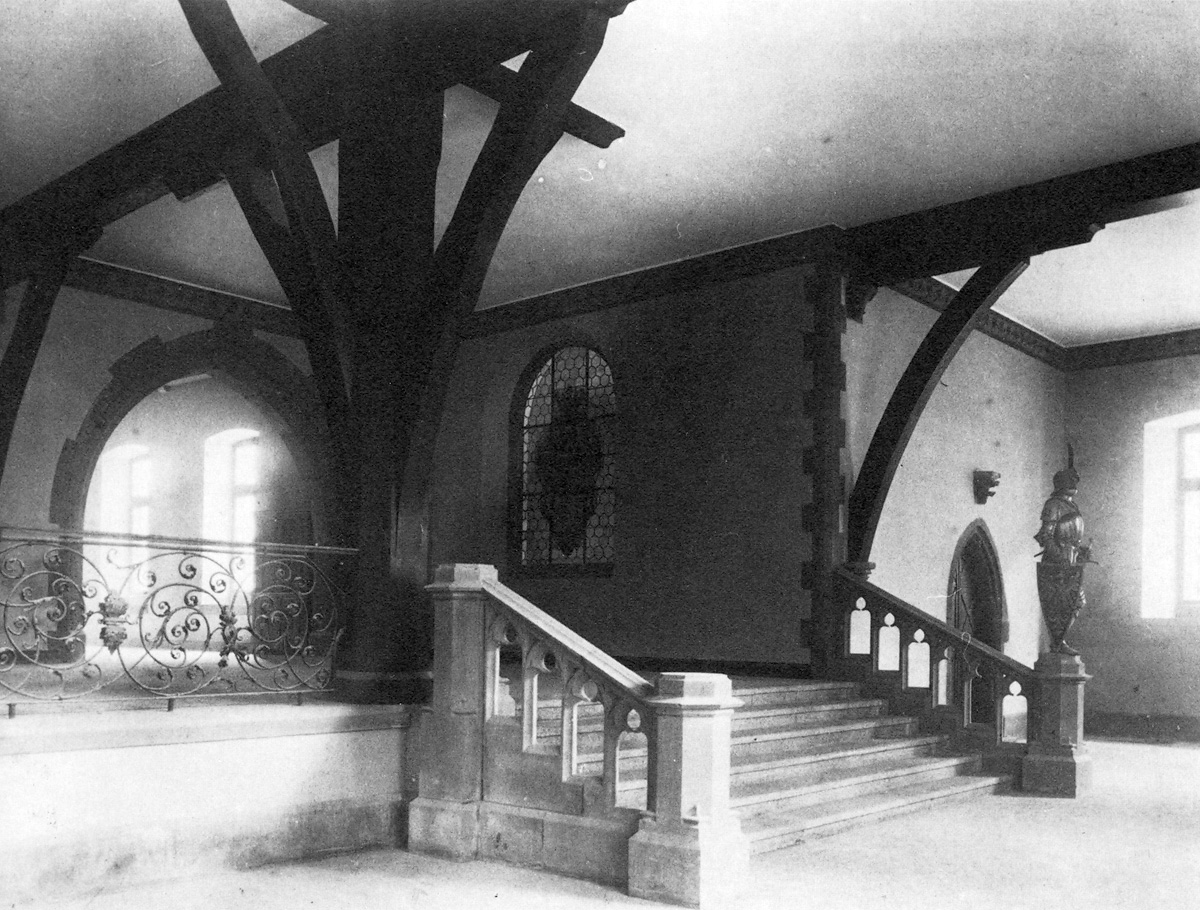
Vorhalle, um 1900

Die Umbauten bewirkten die bis dato größten Veränderungen des Gebäudeinneren seit seiner Errichtung:
Zunächst wurden in der westlich am Leinwandhaus zum Main führenden Gasse Am Schlachthaus mehrere Häuser abgerissen. Anschließend wurden weite Teile des Gebäudes unterkellert, wobei auch die vom Alter gezeichneten Fundamente in großen Teilen mit zusätzlichem Mauerwerk stabilisiert wurden. Danach wurden sämtliche Steinmetzarbeiten restauriert und die glatten Fensterrahmen, die offenbar bei der Renovierung 1752 eingebaut worden waren, in den angenommenen Ursprungszustand zurückversetzt.
Ebenso wie die vier Ecktürme wurde das Dach erneuert, das dabei auch zurückgebaut wurde und den auf ihm gelegenen Wehrgang wieder begehbar machte. Zum östlich gelegenen Archivgebäude wurde ein freischwebender Verbindungsgang über den darunter liegenden Hof gezogen. Zuvor hatte man eine Verbindungsmauer zwischen beiden Grundstücken niedergelegt, und so einen großen Hof gewonnen. Der Hof war schon seit dem Abriss der Stadtwaage von einer Mauer umgeben, und durch spitzbogige Portale an ihrer Nord- und Südseite zugänglich gemacht. Über dem nördlichen, zum Weckmarkt gelegenen Portal hatte man ein aus der alten Stadtwaage entnommenes, mittelalterliches Steinrelief mit dem Frankfurter Stadtadler eingefügt. An anderen Stellen im Leinwandhaus wurden weitere Steinreliefs und Konsolen alter Frankfurter Häuser eingemauert.
Schließlich wurden die beiden Eckbaldachine an der Nordseite mit kupfernen Ritterfiguren in Turnierrüstung des 15. Jahrhunderts besetzt, die der Erinnerung an ein zu dieser Zeit erwähntes Turnierlager im Leinwandhaus dienen sollten. Der Ritter an der Nordwestecke stammte von Rudolf Eckardt, der an der Nordostecke von Karl Herold. Ein am Anbau an der Südwestseite neu geschaffener Eckbaldachin wurde mit einer vom Bildhauer Karl Rumpf geschaffenen Figur des Stadthauptmanns Hermann von Rodenstein besetzt. Dieser hatte sich als Stadthauptmann 1405 beim Zuge König Ruprechts gegen den Wetterauer Adel Verdienste um die Stadt erworben.
Im Inneren wurde der größte Teil der über die Jahrhunderte eingezogenen Zwischenwände herausgebrochen, um Ausstellungsräume für das künftige Museum zu gewinnen. Dabei wurden auch die mächtigen, je aus einer Eiche gehauenen Tragpfeiler des Erdgeschosses freigelegt. Die südliche Hälfte der Eingangshalle und der dahinter liegende Südanbau wurden aus Gründen des Hochwasserschutzes in der Höhe angehoben. Anschließend wurde in der Mitte des Raumes eine steinerne Treppe eingezogen. So wurde der erhöhte Teil mit der Straßenebene des Weckmarkts verbunden, auf der sich die nördliche, durch drei spitzbogige Portale zugängliche Hälfte befand. In der Südwestecke des Erdgeschosses wurde eine kleine Kapelle eingefügt, wo sich nach außen hin zuvor bereits ein Maßwerkfenster befand. Zur Ostwand, also zum Inneren des Erdgeschosses hin, wurde ein weiteres solches Fenster eingefügt. Anschließend wurde das noch mit mittelalterlicher Glasmalerei geschmückte Außenfenster zu dessen Schutz in das nach innen gelagerte Fenster verbaut. Das Kreuzrippengewölbe der Kapelle wurde historisierend bemalt, um sie als zukünftigen Ausstellungsort von Gegenständen mit kirchlichem Bezug zu verschönern.
Im Südbau wurden durch den Umbau zahlreiche neue Räume gewonnen, u. a. ein Ausstellungszimmer, Arbeitszimmer, Toiletten und ein Kesselraum für eine ebenfalls neue Niederdruck-Dampfheizung. Das Treppenhaus im Südbau wurde im neugotischen Stil komplett neu gebaut und mit reichlich historisierenden Schmuck wie Bemalungen, Wappen und Maßwerken verziert. Auch im großen Saal des Obergeschosses wurde die stark angegriffene Dachbalkenkonstruktion in weiten Teilen ersetzt und mit zusätzlichem neugotischen Schmuck ausgestattet (s. Bilder).
Am 7. Dezember 1893 konnte das zu dieser Zeit auf mehrere Gebäude der Frankfurter Altstadt verteilte Historische Museum das Gebäude als weitere „Außenstelle“ beziehen.

### Zweiter Weltkrieg und Nachkriegszeit
Im Zweiten Weltkrieg wurde das Leinwandhaus in Mitleidenschaft gezogen: bereits vor den schweren Bombardements des 22. März 1944 erlitt es bei einem Luftangriff am 20. Dezember 1943 Brandschäden am Dach und am südlichen Querflügel. Knapp drei Monate später dann brannte das Hauptgebäude innerlich völlig aus, wurde aber von direkten Treffern durch Sprengbomben verschont, so dass verglichen mit dem Rest der Altstadt zumindest die Mauern bis kurz unter das Dach gut erhalten blieben. Allerdings gingen Teile des im Gebäude befindlichen Museums, die man aufgrund ihrer Größe nicht zuvor hatte auslagern können, unwiederbringlich verloren oder wurden beschädigt. Der südliche Anbau mitsamt seinem aufwändigen neugotischen Schmuck wurde direkt von einer Sprengbombe getroffen und fast vollständig zerstört.
Im Gegensatz zu großen Teilen der Altstadt wurden die Überreste des Gebäudes nach dem Krieg nur geräumt und bestimmten bis in die 1980er Jahre als letzte, vom Unkraut überwucherte Kriegsruine Frankfurts das Bild des Weckmarkts. Zeitweise wurde darüber nachgedacht, das domnahe Gelände dem zuständigen Bistum Limburg zu überlassen.

### Rekonstruktion und Gegenwart

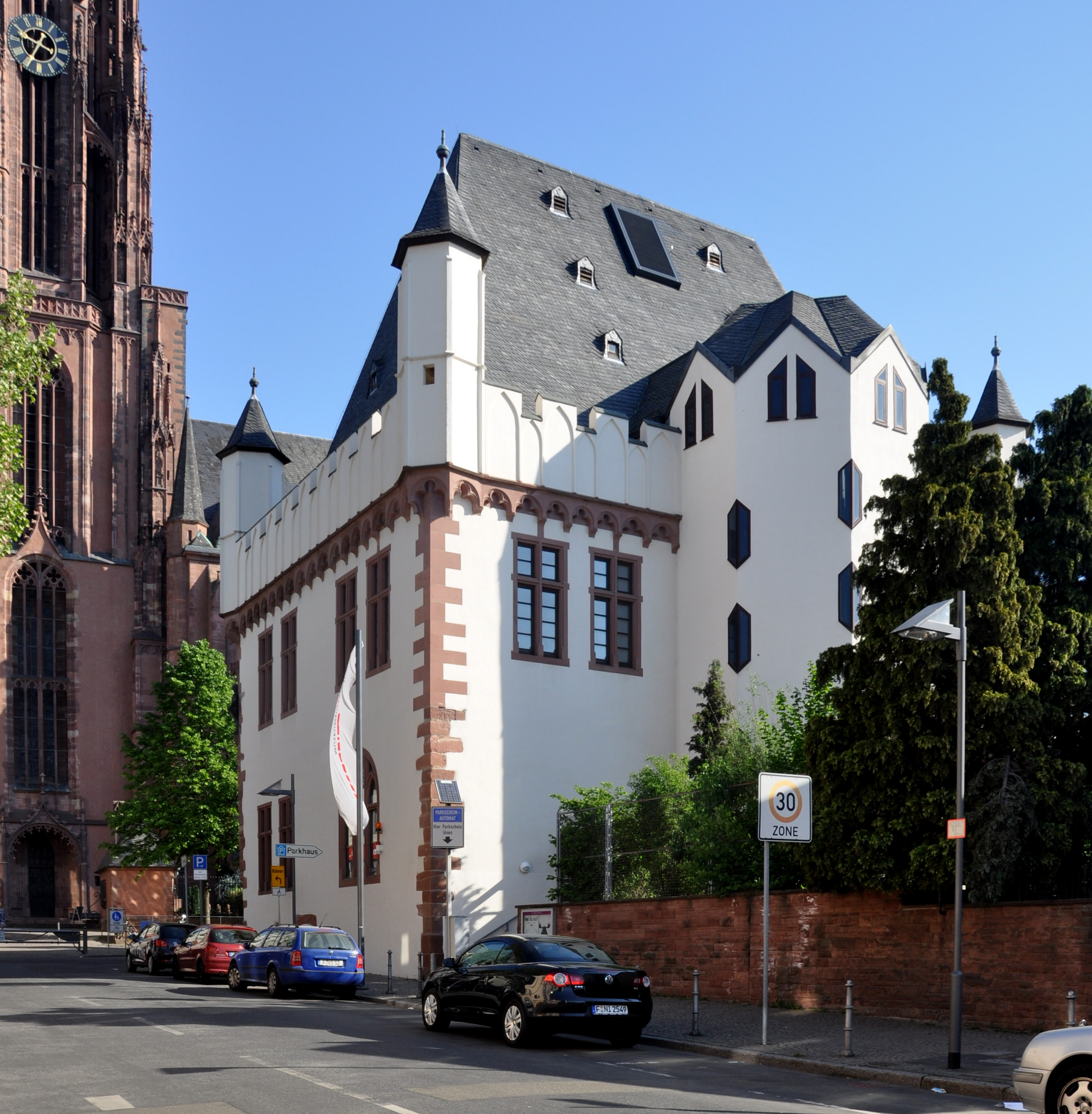
Rückseite mit modernem Treppenbau, 2011

Bereits Ende der 1960er Jahre machte sich das Architekturbüro Giefer/Mäckler unter der Initiative von Alois Giefer an die Vorplanungen zu einer Rekonstruktion des Leinwandhauses. Es war bereits bei der Wiederherstellung des Frankfurter Doms und auch zahlreichen modernen Bauprojekten in Frankfurt tätig. Mit einem Brief vom 21. April 1971 äußerte Giefer seine Vorstellungen zu einer zukünftigen Nutzung des rekonstruierten Gebäudes gegenüber dem Magistrat.
Am 1. November 1971 erging ein Magistratsbeschluss, das Leinwandhaus „für kulturelle Nutzung in historischer Form wieder aufzubauen“. Auch wenn der genaue zukünftige Nutzungszweck noch weitere fünf Jahre diskutiert wurde, wobei auch die veranschlagten Kosten ständig stiegen, wurde von dieser ursprünglichen Idee nicht mehr abgewichen. Eine Sachstandsnotiz des Kulturdezernates der Stadt besagte 1976: „Das Leinwandhaus als Baukörper der Gotik soll die Identifizierung des Bürgers mit der Geschichte seiner Stadt ermöglichen.“ Am 15. Juni 1978 wurden die Sicherung der Ruine sowie konservatorische Vorbereitungs- und Untersuchungsarbeiten abgesegnet.
Von 1980 bis 1983 wurde das Gebäude äußerlich größtenteils originalgetreu (vgl. Bilder) rekonstruiert. Einzig der weitläufige, im Krieg stark zerstörte südliche Anbau wurde aufgegeben. Stattdessen integrierte man an der Südseite einen modernen, barrierefreien Treppenanbau in den Bau. Über seine Form hatte es noch 1980 Meinungsverschiedenheiten gegeben. Entgegen den Vorstellungen Giefers, der für ein gläsernes Treppenhaus eintrat, entschied sich der Magistrat für eine Steinkonstruktion mit an den Ursprungsbau erinnernden Fenstern. Die einzige Kupferstatue, die den Krieg unzerstört überstand, wurde nach Restauration durch den Bildhauer Edwin Hüller wieder an ihrem angestammten Platz in der Nordwestecke aufgestellt.
Auch die Innenräume wurden weitestgehend wieder in den Zustand zurückversetzt, in dem sie sich vor den Umbauten 1890 bis 1892 befanden. Die Kellerräume wurden vergrößert und als Schutz gegen den mit Hochwasser verbundenen Auftrieb mit Stahlbeton verstärkt. Im vergrößerten Teil wurden Technik und Toiletten für Besucher untergebracht, das ursprüngliche, mittelalterliche Tonnengewölbe wurde in seiner Funktion als Lagerstätte erhalten. Das Erdgeschoss wurde wieder auf eine Ebene gebracht, die Reste der Kapelle zurückgebaut und somit der Raum in seiner ursprünglichen Größe wiedergewonnen. Das Maßwerkfenster in der Südwestecke wurde auf der nach außen gewandten Seite erhalten. Hier wurde ein neues, in seinen Motiven die Vergangenheit des Leinwandhauses aufnehmendes Buntglasfenster der Künstlerin Magarethe Keith eingesetzt.
Das Obergeschoss wurde in seiner ursprünglichen Form wiederhergestellt, jedoch durch eine Trennwand in zwei kleinere Räume geteilt. Sie wurden mit Eichenholzparkett, teilweiser Eichenholzvertäfelung der Wände und einfachen, gewölbten Stuckdecken geschmückt. Auch wurde hier in einem Nebenraum eine das gesamte Haus versorgende, moderne Klimaanlage eingebaut.
Das Dach schließlich errichtete man in seiner ursprünglichen Form als Walmdach unter Verwendung von Leimholzbindern neu. Anschließend wurde es mit Naturschiefer in altdeutscher Deckung verkleidet. Dabei wurde auch die ursprüngliche Stockwerkeinteilung mit drei Dachgeschossen beachtet und als Ausstellungs- bzw. Technikräume eingerichtet. Der aus vorgefertigten Stahlbetonteilen rekonstruierte Zinnenkranz mit seinen Ecktürmchen ist somit seitdem wieder über das Dachgeschoss zu erreichen und wie einst vollständig umgehbar.
Besonders erwähnenswert ist, dass – trotz höherer Kosten – die noch reichlich vorhandene historische Bausubstanz nicht abgerissen, sondern konservatorisch behandelt und anschließend in die Rekonstruktion mit einbezogen wurde. Damit ist das Leinwandhaus keinesfalls eine Rekonstruktion im klassischen Sinne. Andererseits zog dies ein weiteres Problem nach sich: Keller und Mauern waren nach modernen statischen Anforderungen nicht mehr tragfähig. Die massiven Eichenholzpfeiler des Erdgeschosses mussten also den Großteil der Last des darüber ruhenden Gebäudes tragen. Da man aber in ganz Europa keine Eichenholzstämme von 60 cm Stärke mehr fand, die im 14. Jahrhundert offenbar noch mühelos zu schlagen waren, musste das Holz aufwändig aus Französisch-Guayana importiert werden.
Die genauen letztendlich aufgewandten Geldmittel für den Bau sind nicht bekannt, jedoch wies die Ende 1980 beschlossene Bau- und Finanzierungsvorlage einen Kostenaufwand von 8.637.300 DM aus. Am 16. März 1984 konnte das neu erstandene Leinwandhaus feierlich wiedereröffnet werden.
Damals bezog die Kommunale Galerie und das Fotografie Forum Frankfurt das historische Gebäude und dient damit bis heute, wie auch das Steinerne Haus, primär der Frankfurter Kunstszene. Von 2003 bis 2006 war hier die Ausstellungshalle Portikus der Städelschule untergebracht, die inzwischen einen Neubau auf der Alten Brücke bezogen hat.
Zum 1. Oktober 2008 eröffnete der Verein Caricatura im Leinwandhaus die Galerie Caricatura Museum für Komische Kunst.